# Roseau (Minnesota)
Roseau is een plaats (city) in de Amerikaanse staat Minnesota, en valt bestuurlijk gezien onder Roseau County.

## Demografie
Bij de volkstelling in 2000 werd het aantal inwoners vastgesteld op 2756.
In 2006 is het aantal inwoners door het United States Census Bureau geschat op 2818, een stijging van 62 (2,2%).

## Geografie
Volgens het United States Census Bureau beslaat de plaats een oppervlakte van
6,2 km², geheel bestaande uit land. Roseau ligt op ongeveer 319 m boven zeeniveau.

## Plaatsen in de nabije omgeving
De onderstaande figuur toont nabijgelegen plaatsen in een straal van 44 km rond Roseau.